# مادیرووالو
مادیرووالو (به لاتین: Madirovalo) یک منطقهٔ مسکونی در ماداگاسکار است که در آمباتو-بوئنی (بخش) واقع شده‌است.
 مادیرووالو  ۶۶٬۰۰۰ نفر جمعیت دارد و ۱۲ متر بالاتر از سطح دریا واقع شده‌است.